# Sørkappøya
Sørkappøya is een onbewoond eiland ten zuiden van het eiland Spitsbergen en maakt deel uit van de Noorse archipel Spitsbergen. Het eiland is ongeveer 7 kilometer lang en heeft een oppervlakte van circa 7 km². Sinds 1973 maakt het eiland deel uit van Nationaal park Zuid-Spitsbergen.
Aan de westkant van het eiland is een vuurtoren gebouwd.
Sørkappøya en enkele andere eilanden maken deel uit van het Sørkapp vogelreservaat.